# ラリー・ウォール
ラリー・ウォール（Larry Wall, 1954年9月27日 - ）は、プログラマ、言語学者、文筆家であり、1987年にプログラミング言語Perlを開発したことによって知られている。また、プログラマの三大美徳を唱え始めたのもラリー・ウォールである。
1976年にシアトルパシフィック大学を卒業し、修士号を得ている。Usenet用のソフト、rnを作成し、UNIXで最も広く使われているテキスト差分適用プログラム、patchを作り出した。IOCCCで2度、優勝を収めている。1998年には、フリーソフトウェアへの貢献により、第1回フリーソフトウェア財団賞を受賞している。
言語学を学んでおり、その経験がPerlの作成とそれに関連した一連の著作に役立っている。表紙にラクダの絵が描かれていることで有名であり、しばしば「ラクダ本」と呼ばれる書『プログラミング Perl』の共同著者であり、この本はPerlプログラマの聖典になっている。また、『Perl クックブック』の編集にも関わっている。コンピュータ関連の出版物を数多く発行しているオライリー・メディア社がウォールの著作物を出版している。
現在もPerlの発展に関わっており、このプログラミング言語を開発したことから、優しい終身の独裁者に任命されている。